# Strem
Strem (węg. Strém) – gmina targowa w Austrii, w kraju związkowym Burgenland, w powiecie Güssing. Według Austriackiego Urzędu Statystycznego liczyła 919 mieszkańców (1 stycznia 2014).